# 大新镇 (平南县)
大新镇，是中华人民共和国广西壮族自治区贵港市平南县下辖的一个乡镇级行政单位。

## 行政区划
大新镇下辖以下地区：
新和村、大有村、大中村、大旺村、西义村、大新村、大黎村、关垌村、安福村、新岭村、大平村、大榴村和古文村。